# Lípa u Machova mlýna
Lípa u Machova mlýna je památný strom v Cikánském údolí jižně od Šumavských Hoštic. Podle pověsti byla v kdysi silně poškozena požárem, ale její majestátní rozměry nedávají poškození v minulosti znát. Lípa patří k nejvzrostlejším a nejstarším stromům na Vimpersku.

## Základní údaje
- název: lípa u Machova mlýna, lípa v Cikánském údolí, lípa u Šumavských Hoštic
- výška: 26 m (1981)[2], 31 m (1990)[1], 26,5 (1995)[2]
- obvod: 720 m (1971)[3][1], 730 cm (1981)[2][3], 762 (1995)[2][3]
- věk: 500 let (1990-95)[4][5]
- zdravotní stav: 1 (1981), 4 (1995)[2]
- souřadnice: 49°1'52.69"N, 13°51'46.06"E

Lípa roste mezi obcemi Šumavské Hoštice, Buk a osadou Včelná pod Boubínem v tzv. Cikánském údolí. Zde byly na Cikánském potoce vystavěny 4 mlýny, z nichž na rozcestí u nejzápadnějšího (Machova) památná lípa stojí.

## Stav stromu a údržba
Strom má původní kmen. Zda je původní i koruna, není jisté – ačkoli je složena z pěti velmi silných větví, uvádí se, že byla kdysi zničena požárem. Při vysoké regenerační schopnosti lip je již prakticky nemožné původní poškození ověřit nebo vyvrátit. Na kmeni je patrné lokální narušení – prý stopy po zarostlých obrázcích, které byly na lípě umístěné.

## Historie a pověsti
Blízko lípy bývalo stavení. Dům ale zcela vyhořel a při požáru byl silně poškozen i strom, zůstalo jen dva metry vysoké torzo. Lípa obrazila a stavení bylo vybudováno znovu, byť o něco dál.

## Památné a významné stromy v okolí
Místní okolí (Vimpersko a hranice CHKO Šumava) je velmi bohaté na staré a památné stromy, obzvlášť lípy. Zhruba pět z nich dosahuje věku minimálně 500 let (pátá, zde neuvedná, roste v Hodoníně u Zdíkova SV od Vimperka). Za nejstarší strom oblasti je považována 680 let stará Husova lípa v Chlístově, nejmohutnější (a v pořadí věku druhá) je Sudslavická lípa s obvodem 12 metrů.
Šumavské Hoštice
- Hoštická alej (lípy, javory, jasany v celkovém počtu 209 stromů)

V směr
- Husinecká lípa

JV směr
- Lípa u Dobišova Mlýna (významný strom?)
- Lípy v Horním Záblatí
- Řepešínská lípa (500 let)
- významný strom v obci Kratušín
- Husova lípa (Chlístov) (680 let)
- Švihovská lípa

SZ směr
- Sudslavická lípa (600 let)
- Lípy ve Svaté Maří (2 stromy)
- Lípa ve Smrčné
- Bohumilická lípa
- Bohumilická alej
- Podlešákův jilm (Boubská)

JZ směr
- Jasan u Arnoštky
- Dub u Arnoštky
- Lípy u Arnoštky (jedna z lip zničena vichřicí z 26. na 27.10.2002)
- Alej Smíření (Arnoštka, významná alej)

Vimperk
- Lípa na Výsluní
- Lípy u Brantlova dvora (lípa u domů poničena vichřicí 5.11.2010)